# The Resistance
The Resistance és el cinquè àlbum d'estudi del grup de rock britànic Muse. Llançat el 14 de setembre de 2009, l'àlbum és el primer en què la producció va solament a càrrec del grup. Fou gravat a l'estudi privat que en Matt Bellamy té al llac Como, Itàlia.
El procés de promoció i llançament va destacar pel seu extensiu ús d'Internet, com el portal de vídeos Youtube i principalment la xarxa social Twitter, en la qual es va fer un seguiment de l'enregistrament de l'àlbum mitjançant la publicació de fotografies i notícies.

## Orígens
Informacions sobre un nou àlbum de Muse van començar a apereixer durant el 2007, coincidint amb la gira de l'àlbum Black Holes and Revelations. A l'octubre la revista NME anunciava que Muse estaven "planejant un 'àlbum electrònic' i que el grup ja estava pensant en diverses idees. A mesura que la gira anava avançant, van aparèixer rumors que el grup estava pensant a gravar una cançó de 15 minuts de durada.

## Llista de cançons
Totes les cançons compostes i escrites per Muse.
1. "Uprising" – 5:04
2. "Resistance" – 5:46
3. "Undisclosed Desires" – 3:55
4. "United States of Eurasia (+Collateral Damage)" – 5:47
5. "Guiding Light" – 4:13
6. "Unnatural Selection" – 6:54
7. "MK Ultra" – 4:06
8. "I Belong to You (+Mon Cœur S'ouvre à Ta Voix)" – 5:38
9. "Exogenesis: Symphony Part 1 (Overture)" – 4:18
10. "Exogenesis: Symphony Part 2 (Cross-Pollination)" – 3:56
11. "Exogenesis: Symphony Part 3 (Redemption)" – 4:36

## Personal
Muse
- Matthew Bellamy – veu, guitarres, piano, sintetitzadors, producció
- Christopher Wolstenholme – baix, coros, producció
- Dominic Howard – bateria, caixa de ritmes, percussió, producció